# Зимняя шина

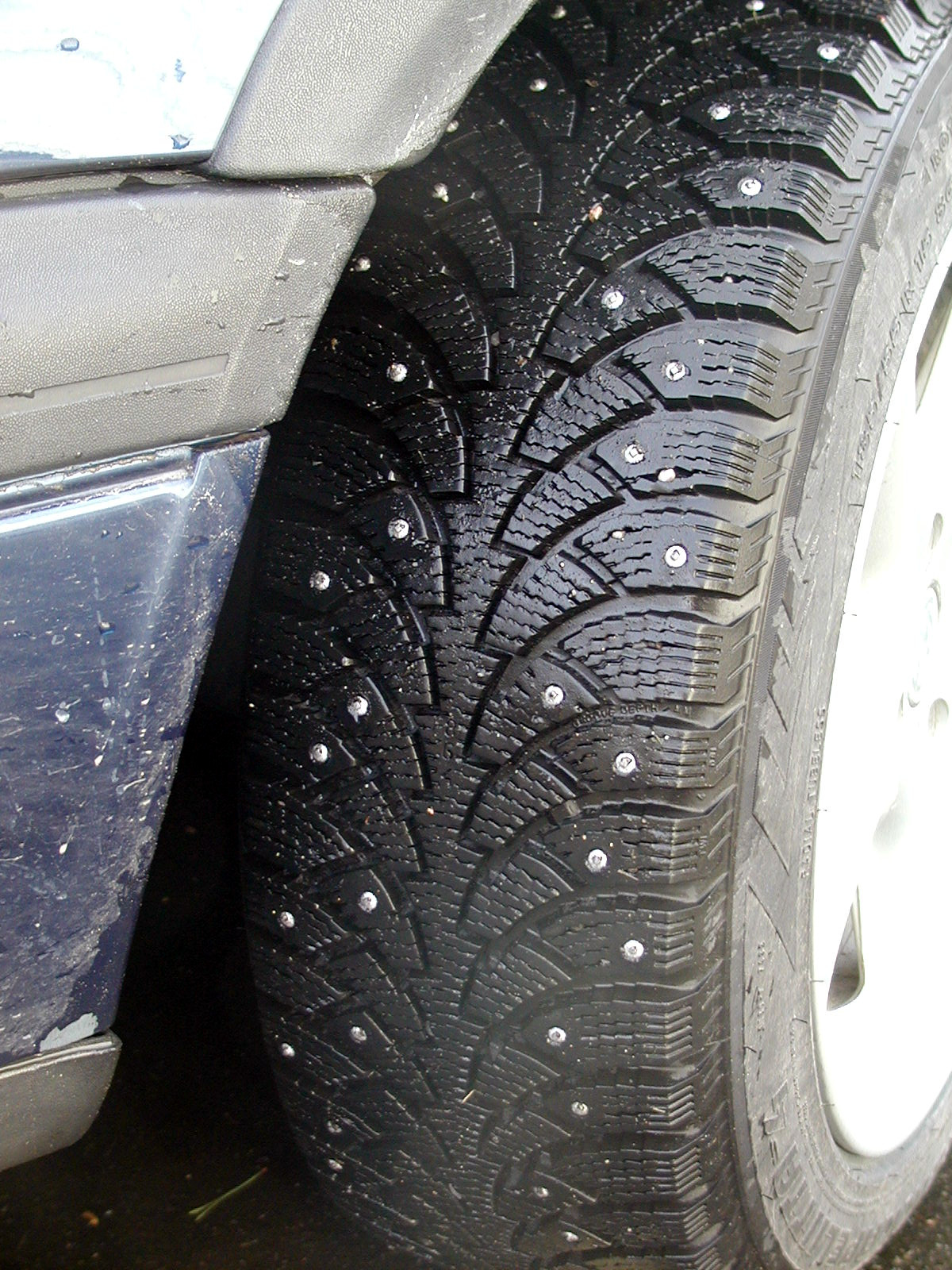
Ошипованная зимняя шина компании Nokian

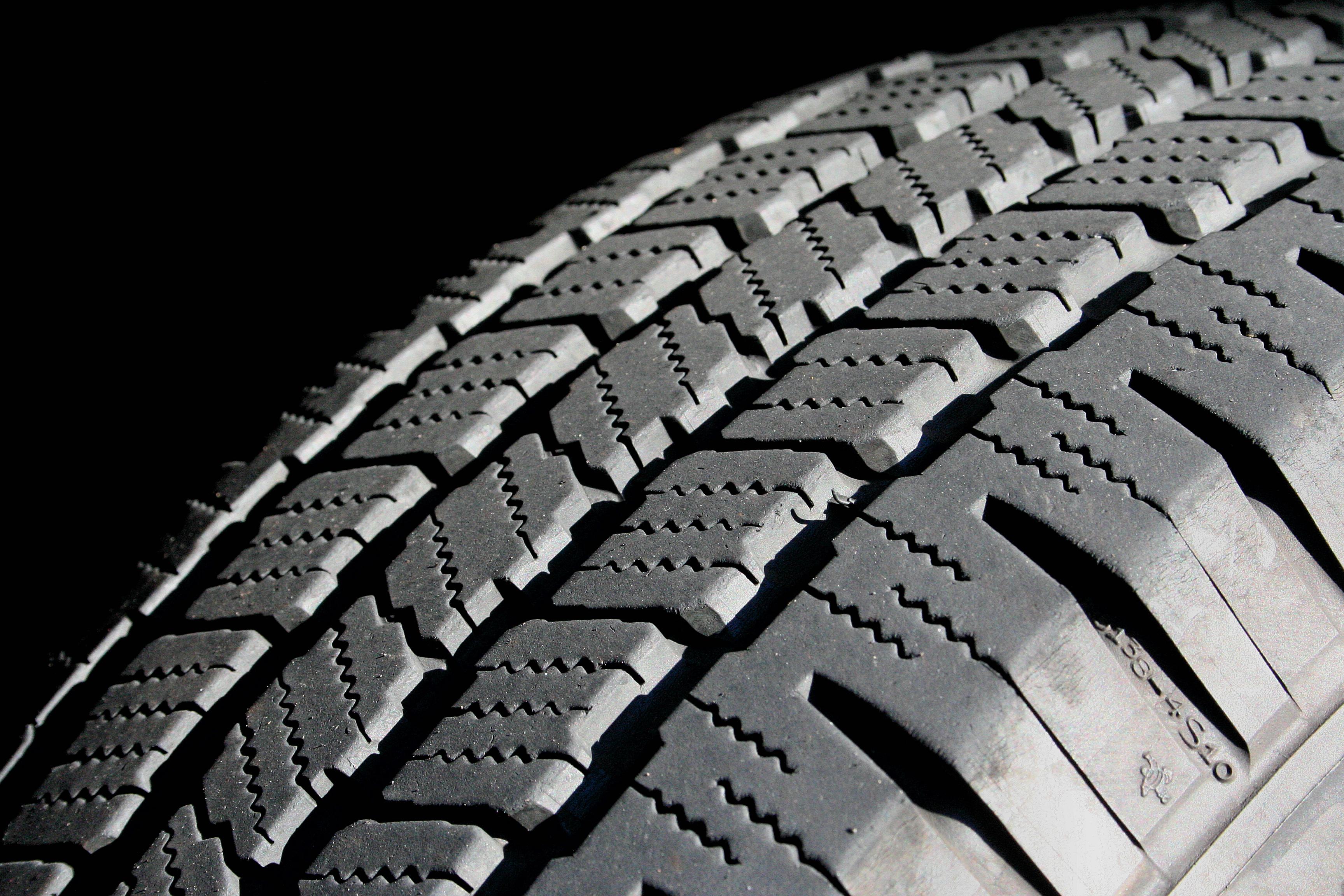
Ламелизированная зимняя шина компании Michelin

Зимняя шина — автомобильная шина, специально разработанная для использования в холодное время года при температуре ниже +7 °С.
Основными отличиями данных шин являются специфические свойства резины и рисунка протектора. Резиновые смеси разработаны таким образом, что при низких температурах шина сохраняет свою эластичность, а значит, гарантирует лучшее сцепление и сокращённый тормозной путь на холодных, мокрых, заснеженных и обледенелых дорожных покрытиях. Что же касается рисунка протектора зимней шины, то он отличается высокой плотностью нарезки ламелей (повышенной ламелизацией). Все вышеперечисленные особенности позволяют обеспечить лучшую управляемость и эффективное торможение.
Шины, эксплуатируемые в зимнее время, можно поделить на четыре класса:
1. Ошипованные шины.
2. Ламелизированные шины.
3. Всесезонные шины.
4. Шины расширенного диапазона эксплуатации.

## Ошипованная шина
Ошипованная шина — зимняя шина, оснащённая специальными шипами противоскольжения, обеспечивающими лучшее сцепление с дорогой и более эффективное торможение в условиях гололедицы и обледенелого снега (эффект увеличения коэффициента сцепления происходит посредством врезания шипа и защемлением ламелями дорожного покрытия). Первые ошипованные шины для езды по снегу были созданы в 1934 году компанией Nokian. В среднем одна ошипованная шина содержит от 80 до 150 шипов. Использование ошипованных шин запрещено в большинстве европейских стран (в основном по причине негативного влияния шипов на состояние дорожного покрытия). Данный тип шин широко используется в России и скандинавских странах, где зимы более суровые и продолжительные. Ошипованные шины обеспечивают более эффективное сцепление на льду, но в то же время являются более шумными и склонными к быстрому изнашиванию при езде по асфальтовому покрытию.

### Специфика эксплуатации

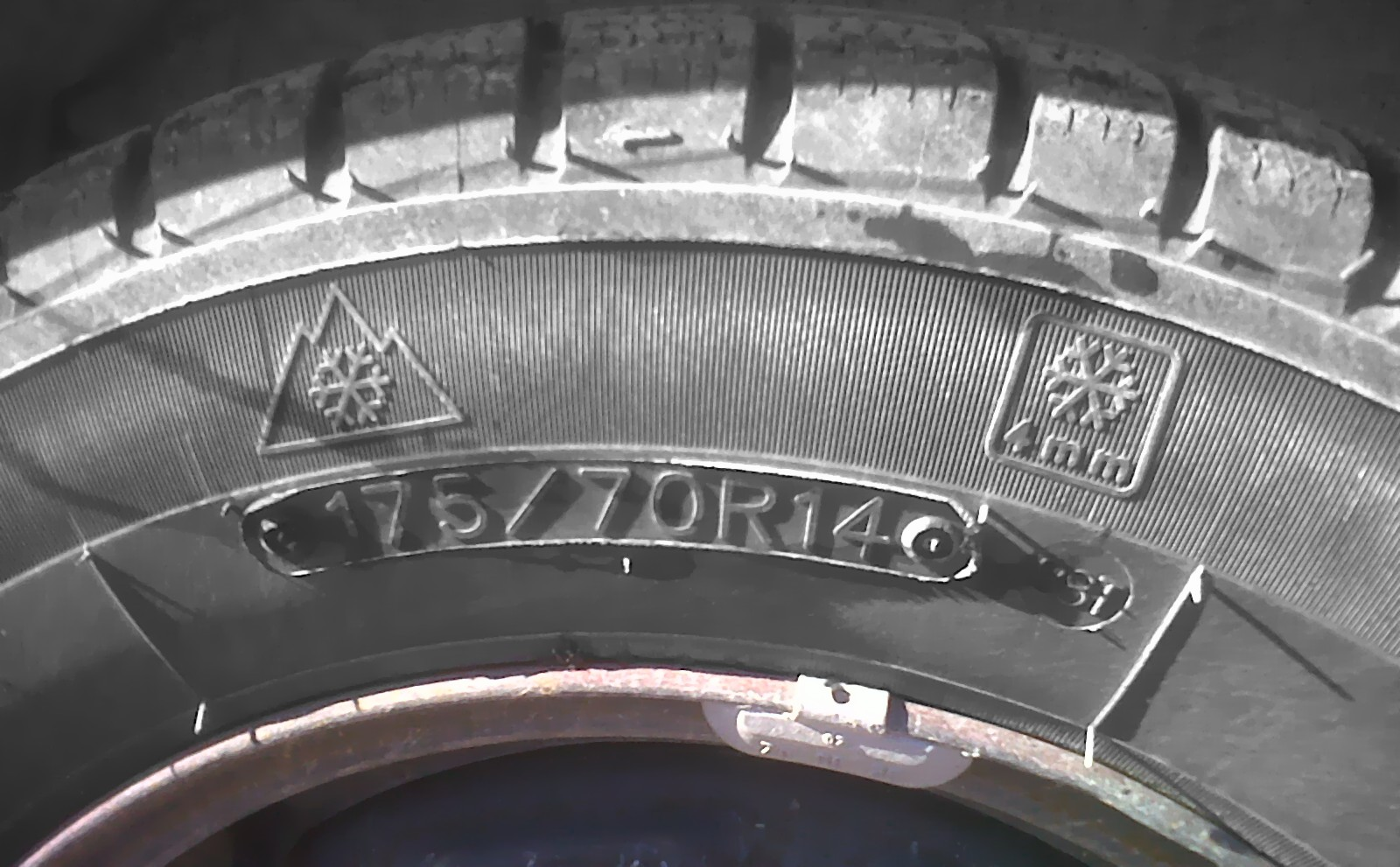
Шина со значком трёх гор и снежинки

- Ошиповываться шины должны в специализированных мастерских, владеющие соответствующим технологией и оборудованием.
- Подрыв или подсмол гнезда шипа недопустим.
- Над беговой дорожкой должен выступать только твердосплавный сердечник шипа (1,5—2,2 мм).
- Шины после ошиповки выдерживают при комнатной температуре не менее двух недель (для правильного первоначального формирования гнезда шипа).
- При пробеге первых 200—500 км происходит обкатка шины (вторичное формирования гнезда шипа, его залегание по направлению движения и заточка ламелей).
- Не рекомендуется резко ускоряться, резко тормозить или резко менять траекторию движения как во время обкатки шин, так и в процессе дальнейшей эксплуатации.
- При последующих установках этого комплекта рекомендуется строго соблюдать первоначальное направление вращения шин.
- Лучше использовать заводскую ошиповку.

## Фрикционная шина
Фрикционная шина (простореч. «липучка») — зимняя шина, схожая по своим качествам и внешнему виду с ошипованной шиной, от которой отличается полным отсутствием шипов противоскольжения и большей ламелизацией протекторных блоков (эффект увеличения коэффициента сцепления происходит посредством защемления ламелями дорожного покрытия). Наносит минимальный вред дорожному покрытию. Распространено мнение, что имеет улучшенное сцепление на сухом асфальтовом покрытии по сравнению с ошипованной шиной. Однако результаты испытаний доказывают, что современная ошипованная шина ведёт себя на сухом асфальте порой лучше фрикционной шины. Ведь если фрикционная шина имеет слишком мягкий состав резины, плюс большую податливость за счёт множества ламелей, тогда на асфальте такая резина словно слегка «плывёт». Кроме того, фрикционная шина, как правило, проигрывает при гололедице и на укатанном снегу ошипованной шине. Хотя при особенно низких температурах часто фрикционная шина отыгрывается за счёт того, что её мягкость не позволяет «дубеть» резине и продолжает эффективно работать. От ошипованной шины протектор фрикционной «липучки» отличается глубиной и количеством ламелей. Шины «липучки» лучше впитывают воду и будто «прилипают» к поверхности из-за повышенного коэффициента трения. Из-за «эффекта прилипания» и появилось понятие зимней шины-«липучки». Подобный эффект проявляется далеко не у любой фрикционной резины.

### Специфика эксплуатации
- При пробеге первых 200—500 км происходит обкатка шины (заточка ламелей по направлению движения).
- Не рекомендуется резко ускоряться, резко тормозить или резко менять траекторию движения как во время обкатки шин, так и во время дальнейшей эксплуатации.
- При последующих установках этого комплекта рекомендуется строго соблюдать первоначальное направление вращения шин.

## Всесезонная шина
Всесезонная шина (All-season) — шина, разработанная для круглогодичной эксплуатации (пример — Dunlop SP All Season). «Золотая середина» между сезонными шинами, при этом проигрывает по всем параметрам летом летним шинам, а зимой — зимним. В Европе снискала применение как «межсезонный комплект шин» (во многих странах имеют, как правило, три комплекта шин для одного автомобиля: зимний — межсезонный — летний). В США, напротив, практически все шины, реализуемые в штатах с тёплым умеренным климатом, являются всесезонными — они пригодны для эксплуатации как летом, так и при не слишком сильном морозе, хотя в снег и гололёд ощутимо уступают специализированным зимним. Также всесезонные шины обладают сравнительно малым ресурсом (~60—70 % от ресурса сезонных шин, эксплуатируемых в соответствии со своим сезоном, но при этом намного более долговечны, чем зимние шины, эксплуатируемые летом).

## Шина расширенного диапазона эксплуатации
Достаточно редкий тип шин, разработанный для эксплуатации в температурных режимах от +50 °С до −15 °С (один из ярких примеров — Michelin Energy XT-2). Обладает весьма внушительным ресурсом (по отношению к летним шинам ≈ 80—95 %).

## Прочие
В феврале 2014 года финская компания Nokian Tyres представила первую в мире зимнюю шину с выдвигающимися шипами.

## Эксплуатация

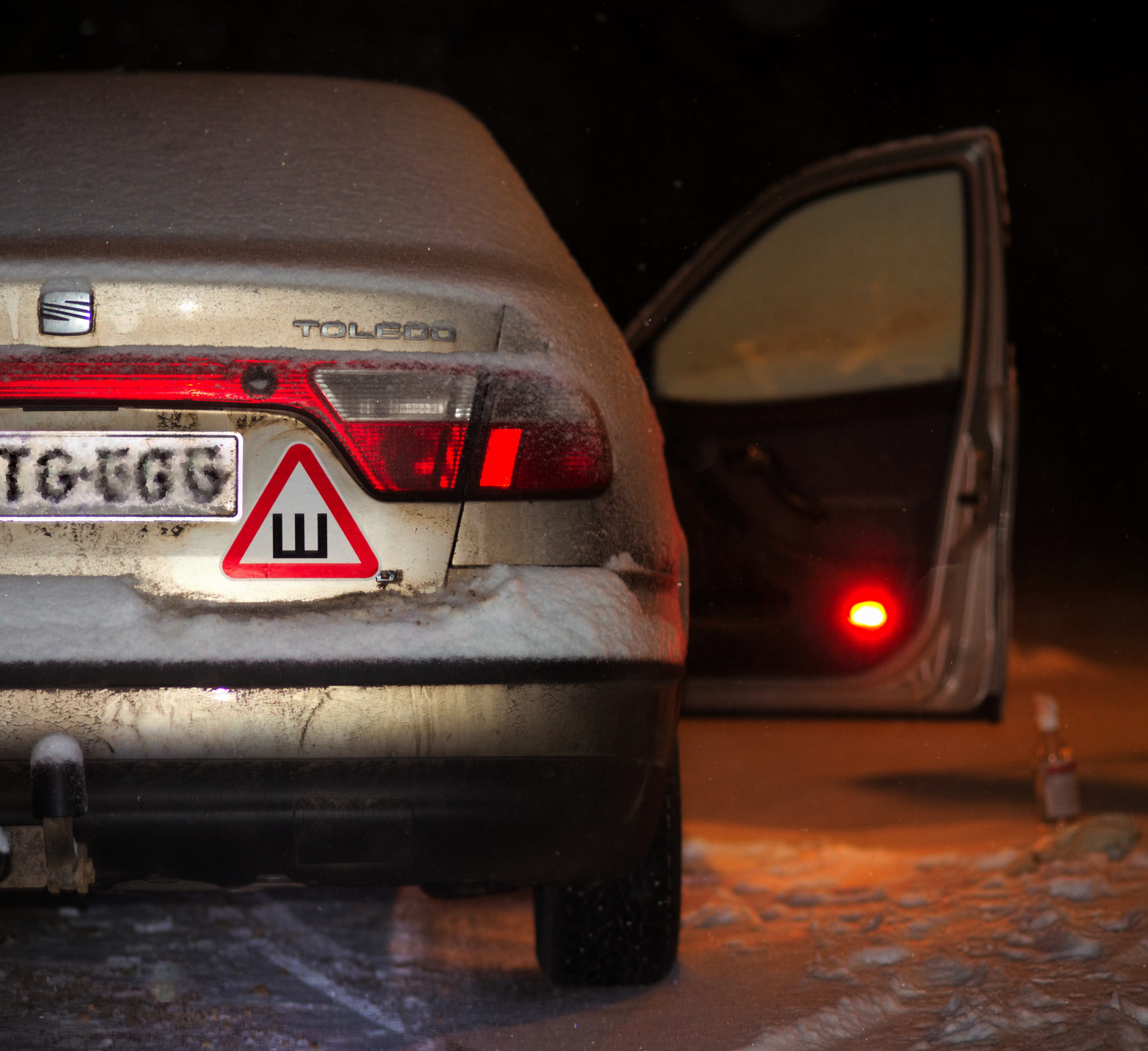
Наклейка на багажнике обозначающая шипованную резину

Использование зимней резины (шипованной или нешипованной) летом может не только неблагоприятно отразиться на качестве покрышек (существует опасность повреждения изделия и возникновение заносов), но и приведет к получению штрафа (в России и Белоруссии) за несоблюдение Правил дорожного движения.
Власти столицы Финляндии Хельсинки ввели в 2022 году закон о запрете использования шипованной резины в зимнее время, чтобы провести трехлетний эксперимент для изучения влияния шипованной резины на чистоту воздуха и шум; закон действует на ряде улиц в центре Хельсинки; по всей стране использование шипованной резины обязательно с 1 ноября для всех автомобилистов.